# Megacanthaspis litseae
Megacanthaspis litseae är en insektsart som beskrevs av Sadao Takagi 1970. Megacanthaspis litseae ingår i släktet Megacanthaspis och familjen pansarsköldlöss.
Artens utbredningsområde är Taiwan. Inga underarter finns listade i Catalogue of Life.